# Puyrolland
Puyrolland är en kommun i departementet Charente-Maritime i regionen Nouvelle-Aquitaine i västra Frankrike. Kommunen ligger  i kantonen Tonnay-Boutonne som ligger i arrondissementet Saint-Jean-d'Angély. År 2022 hade Puyrolland 184 invånare.

## Befolkningsutveckling
Antalet invånare i kommunen Puyrolland
Referens:INSEE